# Colle al Boio
Colle al Boio, anticamente detto anche Colle alla Guatarella, è una dorsale dell'isola d'Elba situata alle pendici del Monte Perone, di cui costituisce un contrafforte in direzione nord-est. Il toponimo deriva dall'antico termine locale boio (bue), poiché il profilo montano ricorda un dorso bovino. Nei pressi si trova un caprile. A breve distanza esiste la località di Serrapinelli.

## Ambiente
La vegetazione è composta da macchia mediterranea di Arbutus unedo e Quercus ilex.